# Edith Oss
Edith Oss, eigentlich Edith Calvelis-Renard (* 10. Mai 1914 in Chemnitz; † 3. März 2012 in München) war eine deutsche Tänzerin und Filmschauspielerin.

## Leben
Edith Oss war die Tochter eines Hotelbesitzers und als Schülerin Mitglied des Kinderballetts am Chemnitzer Stadttheater. Von 1927 bis 1933 lebte sie in einem Internat in Wyk auf Föhr. In Berlin nahm sie privat Unterricht in Schauspiel, Gesang, Tanz und Fremdsprachen. Nachdem eine Erkrankung des Kehlkops ihre angestrebte Karriere als Sängerin zunichtemachte, stellte sie sich in Berlin und München bei Filmgesellschaften vor.
Sie begann ihre Filmlaufbahn 1935 mit Nebenrollen in zwei Filmen der Berliner Robert Neppach-Filmproduktion und der Carl Froelich Filmproduktion. Noch im selben Jahr stand sie auch in einer größeren Rolle neben Weiß Ferdl und Julia Serda vor der Kamera: in der Familienkomödie Alles weg’n dem Hund spielte sie ein flügges junges Mädchen, das seine Liebeswahl gegen den Willen ihrer sozial voreingenommenen Eltern durchsetzt. In dem Lustspiel Die rote Mühle (1940) verkörperte sie eine junge Frau, die von ihrer Mutter, einer eigentlich grundehrbaren Frau (Ida Wüst) in größte Verlegenheit gebracht wird, als diese persönlich die Leitung eines ererbten Nachtlokals übernimmt. Auch nachdem sie 1940 von der inzwischen verstaatlichten Ufa engagiert wurde, war Edith Oss weiterhin nur in kleineren Rollen zu sehen – etwa in der Komödie Der Kleinstadtpoet (1940), in der sie die Braut eines eigentlich biederen Stadtsekretärs (Paul Kemp) spielt, der die spießige Oberschicht einer preußischen Kleinstadt mit satirischen Gelegenheitsgedichten aufmischt. Zwei letzte größere Rollen folgten in Helmut Käutners Lustspiel Wir machen Musik (1942), in dem Edith Oss als Trompete spielende Freundin einer aufstrebenden jungen Schlagersängerin (Ilse Werner) auftrat, und in dem Schwank Floh im Ohr (1943), in dem sie eine zickige Bauerntochter spielt, die keinen Landwirt heiraten will und damit den Fortbestand des Familienbetriebs in Frage stellt. Nach dem Ende des Zweiten Weltkrieges wirkte sie in Filmen nur noch wenige Male mit.
Oss war 1942 bis 1948 mit dem Kapellmeister Horst Winter verheiratet und ging mit ihm zusammen auch auf Wehrmachtstournee. Nach Kriegsende trat sie vor amerikanischen Besatzungstruppen auf und spielte Theater. 1950 heiratete sie den Schauspieler und Produktionsassistenten Hell Renard.

## Filmografie
- 1935: Punks kommt aus Amerika (Karl Heinz Martin)
- 1935: Liselotte von der Pfalz (Carl Froelich)
- 1935: Alles weg’n dem Hund/Das verrückte Testament (Fred Sauer)
- 1936: Tante Clementine (Kurzspielfilm; Hans Morschel)
- 1936: Das Schönheitsfleckchen (Kurzspielfilm; Carl Froelich, Rolf Hansen)
- 1937: Glück im Winkel (Kurzspielfilm, Alfred Stöger)
- 1937: Der andere Mann (Kurzspielfilm, Phil Jutzi)
- 1938: Menschen, Tiere, Sensationen (Harry Piel)
- 1939: Menschen vom Varieté (Josef von Báky)
- 1939: Die goldene Maske (Hans H. Zerlett)
- 1939: Wir tanzen um die Welt (Karl Anton)
- 1939/41: Frauen sind doch bessere Diplomaten (Georg Jacoby)
- 1940: Rote Mühle (Jürgen von Alten)
- 1940: Was wird hier gespielt? (Theo Lingen)
- 1940: Mädchen im Vorzimmer (Gerhard Lamprecht)
- 1940: Der Kleinstadtpoet
- 1941: Clarissa (Gerhard Lamprecht)
- 1942: Die Nacht in Venedig (Paul Verhoeven)
- 1942: Wir machen Musik (Helmut Käutner)
- 1943: Floh im Ohr (Paul Heidemann)
- 1948: Leckerbissen (Kompilationsfilm; Werner Malbran)
- 1948: Die Zeit mit Dir (Georg Hurdalek)
- 1949: Kleiner Wagen – große Liebe (kurzer Werbespielfilm für VW; Ulrich Kayser)
- 1952: Einmal am Rhein (Helmut Weiss)
- 1963: Ball des Lächelns (Fernsehaufführung; Bernhard Thieme)